# Aulonocara maylandi
Aulonocara maylandi es una especie de peces de la familia Cichlidae en el orden de los Perciformes.

## Distribución geográfica
Es un endemismo del norte del lago Malawi (África Oriental).